# Karang Tanding (Lintang Kanan)
Karang Tanding is een bestuurslaag in het regentschap Empat Lawang van de provincie Zuid-Sumatra, Indonesië. Karang Tanding telt 1346 inwoners (volkstelling 2010).